# Бакуловіруси
Бакуловіруси (Baculoviridae) — родина вірусів. Виділяють 85 видів у чотирьох родах. Природними господарями бакуловірусів є комахи, в основному личинки лускокрилих, але ці віруси також інфікують пильщиків та комарів. Бакуловіруси демонструють високоспецифічний трофізм до видів безхребетних, які вони інфікують — описано більш ніж 600 видів господарів. Хоча бакуловіруси здатні проникати в клітини ссавців у культурі, невідомо, що вони здатні до реплікації в клітинах хребетних тварин.

## Опис
Вони мають геном із дволанцюговою ДНК, тому вони включені до групи I Балтиморської класифікації. Геном має кільцеву форму з розміром 80-180 тис пар основ. Вони характеризуються розміщенням зазначеної генетичної інформації в капсиді, вкритому вірусною оболонкою та структурно визначеною циліндричною симетрією, з розміром (з оболонкою) 40-110 на 200-400 нм.

## Спосіб життя
Форми взаємодії вірусів з організмом господаря можуть бути двох типів, залежно від тривалості перебування вірусних агентів в організмі та популяціях комах.
Перший тип взаємодії характеризується нетривалим перебуванням вірусів в організмі господаря і, як правило, призводить до гострого інфекційного процесу з нетривалим інкубаційним періодом та подальшим розвитком характерних для конкретного типу збудника симптомів захворювання. Гостра вірусна інфекція закінчується смертю комахи. З загиблих комах вірус виходить у довкілля і далі поширюється на популяції виду-господаря, заражаючи сприйнятливих себе особин. У біотопах вірус може довго зберігатися протягом місяців і навіть років, доки знову не потрапить до організму господаря.
Другий тип взаємодії вірусу характеризується тривалим перебуванням останнього в організмі та в популяції господаря. У такому випадку віруси перебувають у неактивному стані — латентній формі, і передаються популяції від батьків до потомства. Механізм подібної передачі досить складний. Латентні віруси можуть тривалий час циркулювати в популяціях комах, переходячи з покоління в покоління, доки не будуть активовані будь-якими стресовими для виду-господаря факторами. Даним фактором може бути аномальні відхилення погоди, найчастіше посуха, голодування чи харчування невідповідними кормами, інфекція іншої етіології тощо. Зазвичай такий стан спостерігається під час спалаху масового розмноження. За даних ситуацій латентна форма вірусу, що існувала в клітинах господаря, переходить в активну форму, індукуючи епізоотичний процес.